# Včelnička
Včelnička är en ort i Tjeckien.   Den ligger i regionen Vysočina, i den centrala delen av landet, 100 km sydost om huvudstaden Prag. Včelnička ligger 568 meter över havet och antalet invånare är 195.
Terrängen runt Včelnička är lite kuperad. Runt Včelnička är det ganska tätbefolkat, med 134 invånare per kvadratkilometer. Närmaste större samhälle är Jindřichův Hradec, 18,0 km söder om Včelnička. I omgivningarna runt Včelnička växer i huvudsak blandskog.